# خط یک یانگ–یونیورسیتی
خط یک یانگ-یونیورسیتی (انگلیسی: Line 1 Yonge–University) یک خط مترو متروی تورنتو است. این خط به تورنتو و شهر وان (شهرک) در انتاریو، کانادا خدمات می‌دهد. این خط توسط کمیسیون حمل و نقل تورنتو اداره می‌شود، دارای ۳۸ ایستگاه و طول آن ۳۸٫۸ کیلومتر (۲۴٫۱ مایل) است که آن را طولانی‌ترین خط در سیستم مترو می‌کند.